# タホ (料理)

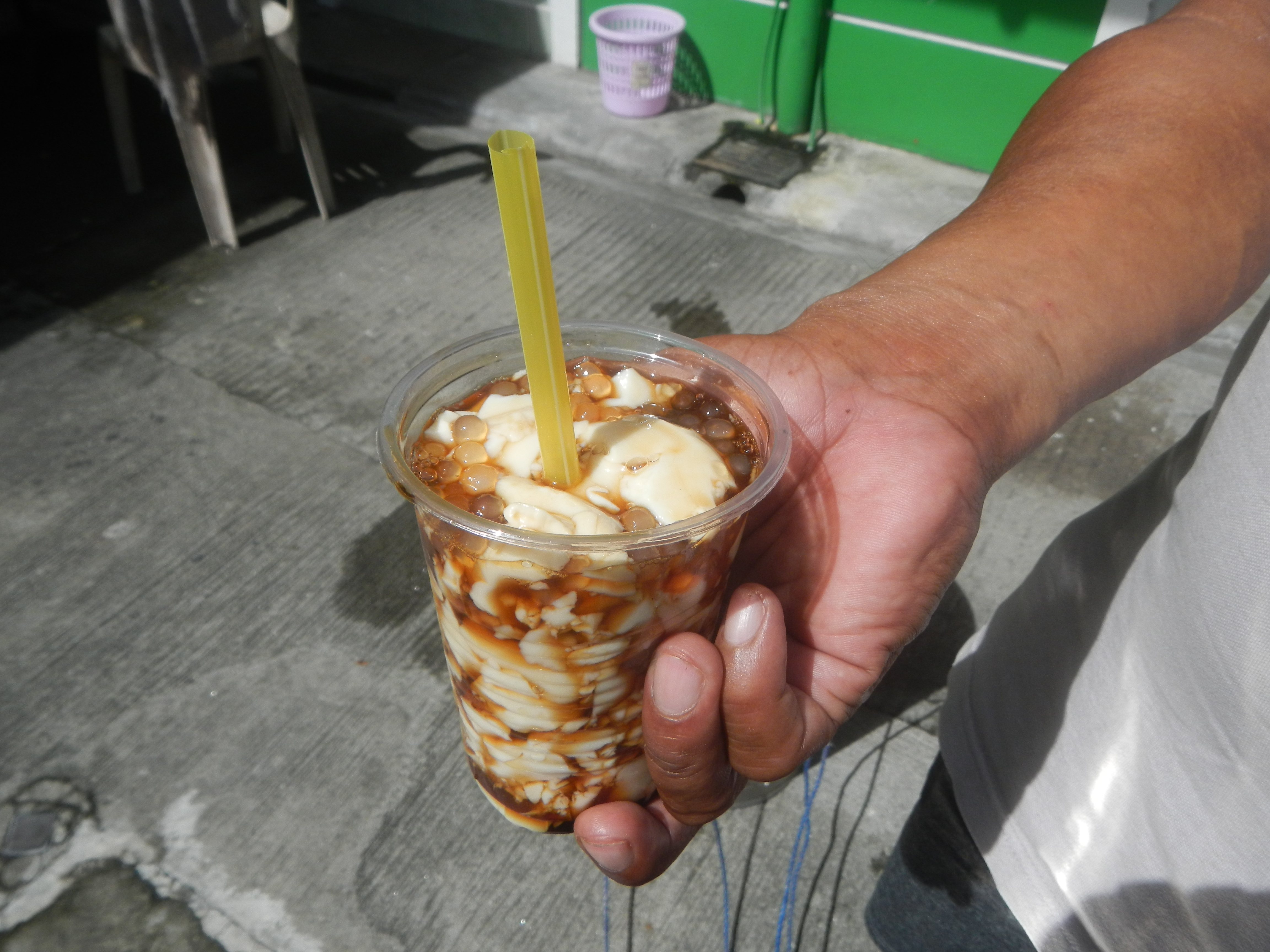
ブラカン州のタホ売りが売っているタホ

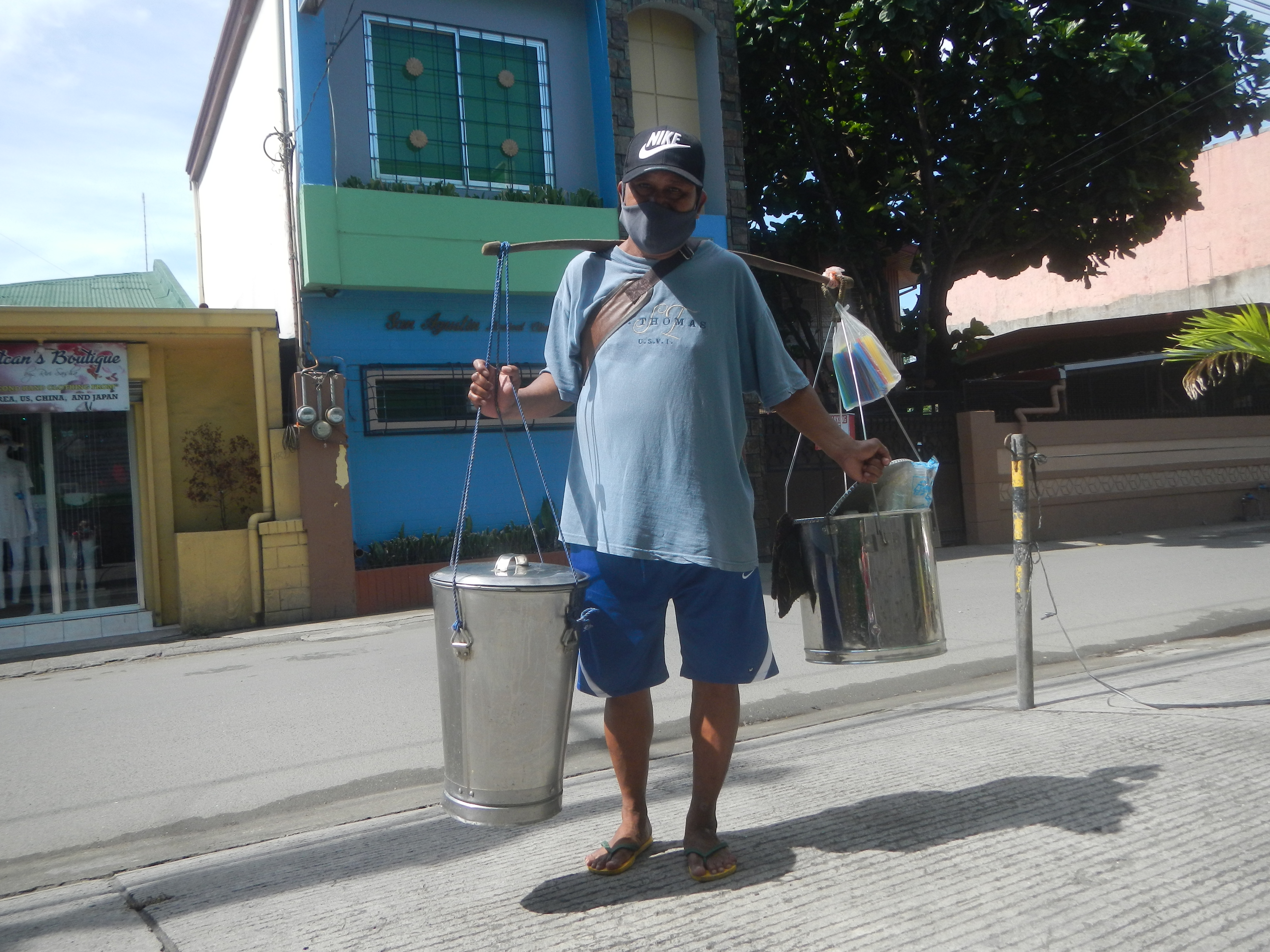
バリワグ市のタホ売り（2020年）

タホ（タガログ語: taho）は、フィリピンの伝統的なスイーツ。

## 概要
「タホ」はタガログ語で「豆腐」を表す語でもある。
温かい豆腐に黒糖のシロップをかけて、サゴをトッピングした料理である。フィリピンではタホの売り歩きが行われており、タホ売りは「タホー」と声を挙げながら歩いている。
フィリピンでは朝食としても人気が高く、マニラ首都圏ではタホの専門店もある。
ストローを用いたり、カップに口を付けて飲み物のように食するのがフィリピンでは一般的である。
豆腐を用いたヘルシーなスイーツとして注目を浴びており、本来は温かいタホを冷たくして提供する、黒蜜以外のシロップをかける、豆腐自体にフレーバーや色を付けるといったアレンジが人気を呼んでいる。